# Cyamocypris
Cyamocypris is een uitgestorven geslacht van kreeftachtigen, dat leefde tijdens het Vroeg-Krijt.

## Beschrijving
Dit 0,5 mm lange zoetwater-mosselkreeftje was bijna ovaal met aan de bovenzijde een bijna rechte, verbrede rand, terwijl de onderrand licht gebogen was en zich aan de achterzijde op een bepaald punt samenvoegde met de bovenrand. De linkerklep stak aan alle zijden buiten de rechter uit. Beide kleppen bevatten aan de voorrand een inkeping. Het klepoppervlak kon glad, gegroefd, maar soms ook bedekt zijn met putjes of knobbeltjes.